# IEEE 802.2
IEEE 802.2 és el nom original de l'estàndard ISO/IEC 8802-2 que defineix el control d'enllaç lògic (LLC) com la part superior de la capa d'enllaç de dades del model OSI. L'estàndard original desenvolupat per l'Institut d'Enginyers Elèctrics i Electrònics (IEEE) en col·laboració amb l'American National Standards Institute (ANSI) va ser adoptat per l'Organització Internacional per a l'Estandardització (ISO) el 1998, però segueix sent una part integral de la família de Estàndards IEEE 802 per a xarxes locals i metropolitanes.
LLC és un component de programari que proporciona una interfície uniforme a l'usuari del servei d'enllaç de dades, normalment la capa de xarxa. LLC pot oferir tres tipus de serveis:
- Serveis en mode sense connexió no reconeguts (obligatoris).
- Serveis en mode de connexió (opcional).
- Serveis reconeguts en mode sense connexió (opcional).

Per contra, la LLC utilitza els serveis del control d'accés als mitjans (MAC), que depèn del mitjà de transmissió específic (Ethernet, Token Ring, FDDI, 802.11, etc.). L'ús de LLC és obligatori per a totes les xarxes IEEE 802 amb l'excepció d'Ethernet. També s'utilitza a la interfície de dades distribuïdes per fibra (FDDI) que no forma part de la família IEEE 802.
La subcapa IEEE 802.2 afegeix informació de control al missatge creat per la capa superior i passat a la LLC per a la seva transmissió a un altre node del mateix enllaç de dades. El paquet resultant es coneix generalment com a unitat de dades del protocol LLC (PDU) i la informació addicional que afegeix la subcapa LLC és la CAPACITAT DE LLC. La capçalera LLC consisteix en DSAP (Destination Service Access Point), SSAP (Source Service Access Point) i el camp Control.

## Modes operatius
IEEE 802.2 proporciona dos modes operatius sense connexió i un altre orientat a connexió:
- El tipus 1 és un mode sense connexió no reconegut per a un servei de datagrames. Permet enviar trames
  - a una única destinació (transferència punt a punt o unicast),
  - a diverses destinacions a la mateixa xarxa (multicast),
  - o a totes les estacions de la xarxa (difusió).

L'ús de multicasts i broadcasts redueix el trànsit de la xarxa quan la mateixa informació s'ha de propagar a totes les estacions de la xarxa. Tanmateix, el servei Tipus 1 no ofereix cap garantia quant a l'ordre de les trames rebudes en comparació amb l'ordre en què s'han enviat; l'emissor ni tan sols rep un reconeixement que s'han rebut els fotogrames.
- El tipus 2 és un mode operatiu orientat a la connexió. La numeració de la seqüència garanteix que els fotogrames rebuts estiguin garantits en l'ordre en què s'han enviat i que no es perdin cap fotograma.
- El tipus 3 és un servei reconegut sense connexió. Només admet la comunicació punt a punt.

Cada dispositiu que compleixi l'estàndard IEEE 802.2 ha de ser compatible amb el tipus de servei 1. A cada node de xarxa se li assigna una classe LLC segons els tipus de serveis que admet:
| LLC Classe | Tipus de servei compatibles | Tipus de servei compatibles | Tipus de servei compatibles |
| LLC Classe | 1                           | 2                           | 3                           |
| ---------- | --------------------------- | --------------------------- | --------------------------- |
| I          | X                           |                             |                             |
| II         | X                           | X                           |                             |
| III        | X                           |                             | X                           |
| IV         | X                           | X                           | X                           |